# 江川和花
江川 和花（えがわ わか、3月24日 - ）は、福島県会津若松市出身、宮城県仙台市在住の料理研究家。2005年10月から始めた料理に関するブログが人気を集め、現在は宮城県を中心にテレビなどでも活動している。「お料理愛好家 わかちゃん」として知られる。食品衛生責任者、食育インストラクター、国際薬膳師の資格をもつ。

## 略歴
- 2006年　BS-i 放送「BLOG@GIRL」（ブロガル）第1回料理ブログコンテスト優勝
- 2010年6月14日～28日　「料理愛好家わかちゃん監修ひだまりシリーズ」(お弁当、サラダ、ハンバーガー)を宮城県内のサンクスで発売（ハンバーガーは山形県と福島県でも発売）。宮城県限定販売にもかかわらず、弁当部門、サラダ部門、ハンバーガー部門で売り上げ1位を獲得した。また、発売までの製作過程はウォッチン!みやぎで放送された。
- 2010年10月18日～　秋保温泉の老舗旅館「佐勘」の日帰り入浴プランで佐勘の富永総料理長とのコラボで美肌効果バツグンのランチメニュー「美肌小町」を創作。

## メディア

### テレビ
レギュラー
- 東北放送『ウォッチン!みやぎ』（『ウォッチンキッチン』のコーナー。2008年4月 - ）
- 仙台放送『いまドキ★mobile』携帯サイト（連載。2008年9月 - ）
- 仙台放送『DATE!MENくらぶ』（2012年7月 - 2013年9月）
- 仙台放送『あらあらかしこ』（2013年10月 - ）DATE!MENくらぶから移動。

### ラジオ
- TBSラジオ「『いいとこ!みやぎ』（2009年4月 - 2010年3月）

### 著書
- 『わかのひだまりキッチン』（2007年9月、角川SSコミュニケーションズ）ISBN 978-4827543063

### 新聞
- 福島民報にてお料理レシピ連載（2010年 - ）